# Élections législatives de 2024 dans la Creuse
Les élections législatives de 2024 dans la Creuse se déroulent les 30 juin et 7 juillet 2024. Dans le département, un député est à élire dans le cadre d'une circonscription unique, à la suite de la dissolution de l'Assemblée nationale par Emmanuel Macron.
Le choix de cette dissolution est fait après la défaite de la liste Renaissance aux élections européennes qui ont lieu le 9 juin 2024.

## Contexte
| Circonscription | RN     | ENS     | PS - PP | LFI    | LR     |
| --------------- | ------ | ------- | ------- | ------ | ------ |
| Circonscription |        |         |         |        |        |
| 1re             | 35,4 % | 11,67 % | 13,69 % | 6,76 % | 6,96 % |

## Système électoral
Les élections législatives ont lieu au scrutin uninominal majoritaire à deux tours dans des circonscriptions uninominales.
Est élu au premier tour le candidat qui réunit la majorité absolue des suffrages exprimés et un nombre de voix au moins égal au quart des électeurs inscrits dans la circonscription, soit 25 %. Si aucun des candidats ne satisfait ces conditions, un second tour est organisé entre les candidats ayant réuni un nombre de voix au moins égal à un huitième des inscrits, soit 12,5 %. Les deux candidats arrivés en tête du 1er tour se maintiennent néanmoins par défaut si un seul ou aucun d'entre eux n'a atteint ce seuil. Au second tour, le candidat arrivé en tête est déclaré élu,.
Le seuil de qualification basé sur un pourcentage du total des inscrits et non des suffrages exprimés rend plus difficile l'accès au second tour lorsque l'abstention est élevée. Le système permet en revanche l'accès au second tour de plus de deux candidats si plusieurs d'entre eux franchissent le seuil de 12,5 % des inscrits. Les candidats en lice au second tour peuvent ainsi être trois, un cas de figure appelé « triangulaire ». Les second tours où s'affrontent quatre candidats, appelés « quadrangulaire » sont également possibles, mais beaucoup plus rares,.

### Partis et nuances
Les résultats des élections sont publiés en France par le ministère de l'Intérieur, qui classe les partis en leur attribuant des nuances politiques. Ces dernières sont décidées par les préfets, qui les attribuent indifféremment de l'étiquette politique déclarée par les candidats, qui peut être celle d'un parti ou une candidature sans étiquette.
Seuls le Parti communiste français (COM), La France insoumise (FI), le Parti socialiste (SOC), le Parti radical de gauche (RDG), Les Écologistes (VEC), Renaissance (RE), le Mouvement démocrate (MDM), Horizons (HOR), l'Union des démocrates et indépendants (UDI), Les Républicains (LR), le Rassemblement national (RN) et Reconquête (REC) se voient attribuer en 2024 des nuances propres. Les coalitions Ensemble et Nouveau front populaire, ainsi que les candidats de l'alliance LR-Ciotti-RN, en bénéficient également indirectement, les nuances Ensemble ! (Majorité présidentielle) (ENS), Union de la gauche (UG) et Union de l'extrême-droite (UXD) étant attribuables aux candidats bénéficiant respectivement du soutien de deux partis du centre, de deux partis de gauche ou de deux partis d'extrême-droite,.
Tous les autres partis se voient attribuer l'une ou l'autre des nuances suivantes : EXG (extrême gauche), DVG (divers gauche), ECO (écologiste), REG (régionaliste), DVC (divers centre), DVD (divers droite), DSV (droite souverainiste) et EXD (extrême droite). Des partis comme Debout la France ou Lutte ouvrière ne disposent ainsi pas de nuances propres, et leurs résultats nationaux ne sont pas publiés séparément par le ministère, car mélangés avec d'autres partis (respectivement dans les nuances DSV et EXG).

## Résultats

### Élu
| Circonscription | Député sortant      | Parti | Parti | Groupe | Député élu ou réélu | Parti | Parti | Groupe |
| --------------- | ------------------- | ----- | ----- | ------ | ------------------- | ----- | ----- | ------ |
| 1re             | Catherine Couturier |       | LFI   | LFI    | Bartolomé Lenoir    |       | RÀD   | AD     |

### Taux de participation
| Taux de participation | 1er tour | 1er tour | 1er tour   | 2d tour | 2d tour | 2d tour    | Différence entre les deux tours |
| Taux de participation | En 2022  | En 2024  | Différence | En 2022 | En 2024 | Différence | Différence entre les deux tours |
| --------------------- | -------- | -------- | ---------- | ------- | ------- | ---------- | ------------------------------- |
| À midi                | 19,83 %  | 31,51 %  | 11,68      | 22,98 % | 29,44 % | 6,46       | 2,07                            |
| À 17 heures           | 44,54 %  | 61,06 %  | 16,52      | 43,87 % | 64,70 % | 23,83      | 3,64                            |
| Final                 | 54,40 %  | 70,63 %  | 16,23      | 52,66 % | 71,82 % | 19,16      | 1,19                            |

### Résultats à l'échelle du département

#### Résultats par coalition
| Parti                                       | Parti                                       | Parti                                | Premier tour | Premier tour | Premier tour | Second tour   | Second tour   | Second tour | Total Sièges  | +/-           |
| Parti                                       | Parti                                       | Parti                                | Voix         | %            | Sièges       | Voix          | %             | Sièges      | Total Sièges  | +/-           |
| ------------------------------------------- | ------------------------------------------- | ------------------------------------ | ------------ | ------------ | ------------ | ------------- | ------------- | ----------- | ------------- | ------------- |
|                                             |                                             | Républicains à droite (RÀD)          | 20 403       | 33,35        | 0            | 23 513        | 37,69         | 1           | 1             | Nv            |
| Total Rassemblement national et alliés (RN) | Total Rassemblement national et alliés (RN) | 20 403                               | 33,35        | 0            | 23 513       | 37,69         | 1             | 1           | 1             |               |
|                                             |                                             | La France insoumise (LFI)            | 14 359       | 23,47        | 0            | 17 121        | 27,44         | 0           | 0             | 1             |
| Total Nouveau Front populaire (NFP)         | Total Nouveau Front populaire (NFP)         | 14 359                               | 23,47        | 0            | 17 121       | 27,44         | 0             | 0           | 1             |               |
|                                             |                                             | Nouvelle Énergie (NÉ)                | 13 536       | 22,12        | 0            | 21 757        | 34,87         | 0           | 0             | Nv            |
| Total Union de la droite et du centre (UDC) | Total Union de la droite et du centre (UDC) | 13 536                               | 22,12        | 0            | 21 757       | 34,87         | 0             | 0           | en stagnation |               |
|                                             |                                             | Renaissance (RE)                     | 10 670       | 17,44        | 0            |               |               |             | 0             | en stagnation |
| Total Ensemble pour la République (ENS)     | Total Ensemble pour la République (ENS)     | 10 670                               | 17,44        | 0            | 0            | en stagnation |               |             |               |               |
|                                             | Lutte ouvrière (LO)                         | Lutte ouvrière (LO)                  | 958          | 1,57         | 0            | 0             | en stagnation |             |               |               |
|                                             | Liberté démocratique française (LDF)        | Liberté démocratique française (LDF) | 763          | 1,25         | 0            | 0             | Nv            |             |               |               |
|                                             | Reconquête (REC)                            | Reconquête (REC)                     | 493          | 0,81         | 0            | 0             | en stagnation |             |               |               |
|                                             |                                             |                                      |              |              |              |               |               |             |               |               |
| Suffrages exprimés                          | Suffrages exprimés                          | Suffrages exprimés                   | 61 182       | 96,26        |              | 62 391        | 96,58         |             |               |               |
| Votes blancs                                | Votes blancs                                | Votes blancs                         | 1 468        | 2,31         | 1 425        | 2,21          |               |             |               |               |
| Votes nuls                                  | Votes nuls                                  | Votes nuls                           | 907          | 1,43         | 784          | 1,21          |               |             |               |               |
| Total                                       | Total                                       | Total                                | 63 557       | 100          | 0            | 64 600        | 100           | 1           | 1             | en stagnation |
| Abstentions                                 | Abstentions                                 | Abstentions                          | 26 423       | 29,37        |              | 25 353        | 28,18         |             |               |               |
| Inscrits/Participation                      | Inscrits/Participation                      | Inscrits/Participation               | 89 980       | 70,63        | 89 953       | 71,82         |               |             |               |               |

#### Résultats par nuance
| Nuance                 | Nuance                    | Nuance                 | Premier tour | Premier tour | Premier tour | Second tour | Second tour   | Second tour | Total Sièges | +/-           |  |
| Nuance                 | Nuance                    | Nuance                 | Voix         | %            | Sièges       | Voix        | %             | Sièges      | Total Sièges | +/-           |  |
| ---------------------- | ------------------------- | ---------------------- | ------------ | ------------ | ------------ | ----------- | ------------- | ----------- | ------------ | ------------- |  |
|                        | Union de l'extrême droite | UXD                    | 20 403       | 33,35        | 0            | 23 513      | 37,69         | 1           | 1            | Nv            |  |
|                        | Union de la gauche        | UG                     | 14 359       | 23,47        | 0            | 17 121      | 27,44         | 0           | 0            | 1             |  |
|                        | Divers droite             | DVD                    | 13 536       | 22,12        | 0            | 21 757      | 34,87         | 0           | 0            | en stagnation |  |
|                        | Ensemble                  | ENS                    | 10 670       | 17,44        | 0            |             |               |             | 0            | en stagnation |  |
|                        | Extrême gauche            | EXG                    | 958          | 1,57         | 0            | 0           | en stagnation |             |              |               |  |
|                        | Divers                    | DIV                    | 763          | 1,25         | 0            | 0           | Nv            |             |              |               |  |
|                        | Reconquête                | REC                    | 493          | 0,81         | 0            | 0           | en stagnation |             |              |               |  |
|                        |                           |                        |              |              |              |             |               |             |              |               |  |
| Suffrages exprimés     | Suffrages exprimés        | Suffrages exprimés     | 61 182       | 96,26        |              | 62 391      | 96,58         |             |              |               |  |
| Votes blancs           | Votes blancs              | Votes blancs           | 1 468        | 2,31         | 1 425        | 2,21        |               |             |              |               |  |
| Votes nuls             | Votes nuls                | Votes nuls             | 907          | 1,43         | 784          | 1,21        |               |             |              |               |  |
| Total                  | Total                     | Total                  | 63 557       | 100          | 0            | 64 600      | 100           | 1           | 1            | en stagnation |  |
| Abstentions            | Abstentions               | Abstentions            | 26 423       | 29,37        |              | 25 353      | 28,18         |             |              |               |  |
| Inscrits/Participation | Inscrits/Participation    | Inscrits/Participation | 89 980       | 70,63        | 89 953       | 71,82       |               |             |              |               |  |

### Résultats par circonscription

#### Circonscription unique
- Députée sortante : Catherine Couturier (La France insoumise)

| Candidat                 | Candidat                 | Parti et coalition       | Nuances                  | Premier tour | Premier tour | Second tour | Second tour |
| Candidat                 | Candidat                 | Parti et coalition       | Nuances                  | Voix         | %            | Voix        | %           |
| ------------------------ | ------------------------ | ------------------------ | ------------------------ | ------------ | ------------ | ----------- | ----------- |
|                          | Bartolomé Lenoir         | RÀD (RN)                 | UXD                      | 20 403       | 33,35        | 23 513      | 37,69       |
|                          | Catherine Couturier      | LFI (NFP)                | UG                       | 14 359       | 23,47        | 17 121      | 27,44       |
|                          | Valérie Simonet          | NÉ - LR (UDC)            | DVD                      | 13 536       | 22,12        | 21 757      | 34,87       |
|                          | Jean-Baptiste Moreau     | RE (ENS)                 | ENS                      | 10 670       | 17,44        |             |             |
|                          | Catherine Dumon          | LO                       | EXG                      | 958          | 1,57         |             |             |
|                          | Florence Verheyne Valade | LDF                      | DIV                      | 763          | 1,25         |             |             |
|                          | Ana Pinson               | REC                      | REC                      | 493          | 0,81         |             |             |
|                          |                          |                          |                          |              |              |             |             |
| Votes valides            | Votes valides            | Votes valides            | Votes valides            | 61 182       | 96,26        | 62 391      | 96,58       |
| Votes blancs             | Votes blancs             | Votes blancs             | Votes blancs             | 1 468        | 2,31         | 1 425       | 2,21        |
| Votes nuls               | Votes nuls               | Votes nuls               | Votes nuls               | 907          | 1,43         | 784         | 1,21        |
| Total                    | Total                    | Total                    | Total                    | 63 557       | 100          | 64 600      | 100         |
| Abstention               | Abstention               | Abstention               | Abstention               | 26 423       | 29,37        | 25 353      | 28,18       |
| Inscrits / participation | Inscrits / participation | Inscrits / participation | Inscrits / participation | 89 980       | 70,63        | 89 953      | 71,82       |